# レオポルド・メトリコヴィッツ
レオポルド・メトリコヴィッツ（Leopoldo Metlicovitz、1868年7月17日 - 1944年10月19日）はイタリアのイラストレーターである。
レオネット・カッピエロ、アドルフ・ホーヘンシュタイン、ジョヴァンニ・マタローニ、ドゥドヴィッチ(Marcello Dudovich)らとともにイタリア近代のポスター美術を代表するアーティストの一人である。

## 略歴
トリエステで生まれた。父親はダルマチア出身の商人で、姓は Metlicovichと綴った。14歳でウーディネの印刷会社で働き始め、そこで版画の技術を学んだ。音楽出版でも知られるミラノの出版会社リコルディのオーナー、ジューリオ・リコルディに認められて、版画家としてミラノに招かれた。
1892年頃写真製品会社で働いた後、リコルディの技術ディレクターになった。同時に演劇界に入り、スカラ座の舞台デザインや衣装デザインの仕事を始めた。1906年に衣料メーカーから依頼を受けて商業ポスターの製作を行い、1906年のミラノ万国博覧会のポスターのコンペティションに参加し、メトリコヴィッツのポスターが選ばれ、ポスター画家としての地位を確立した。いくつかの雑誌からの挿絵の依頼にも応えた。
1914年のイタリア映画『カビリア』の映画ポスターなどがよく知られている。

## 作品

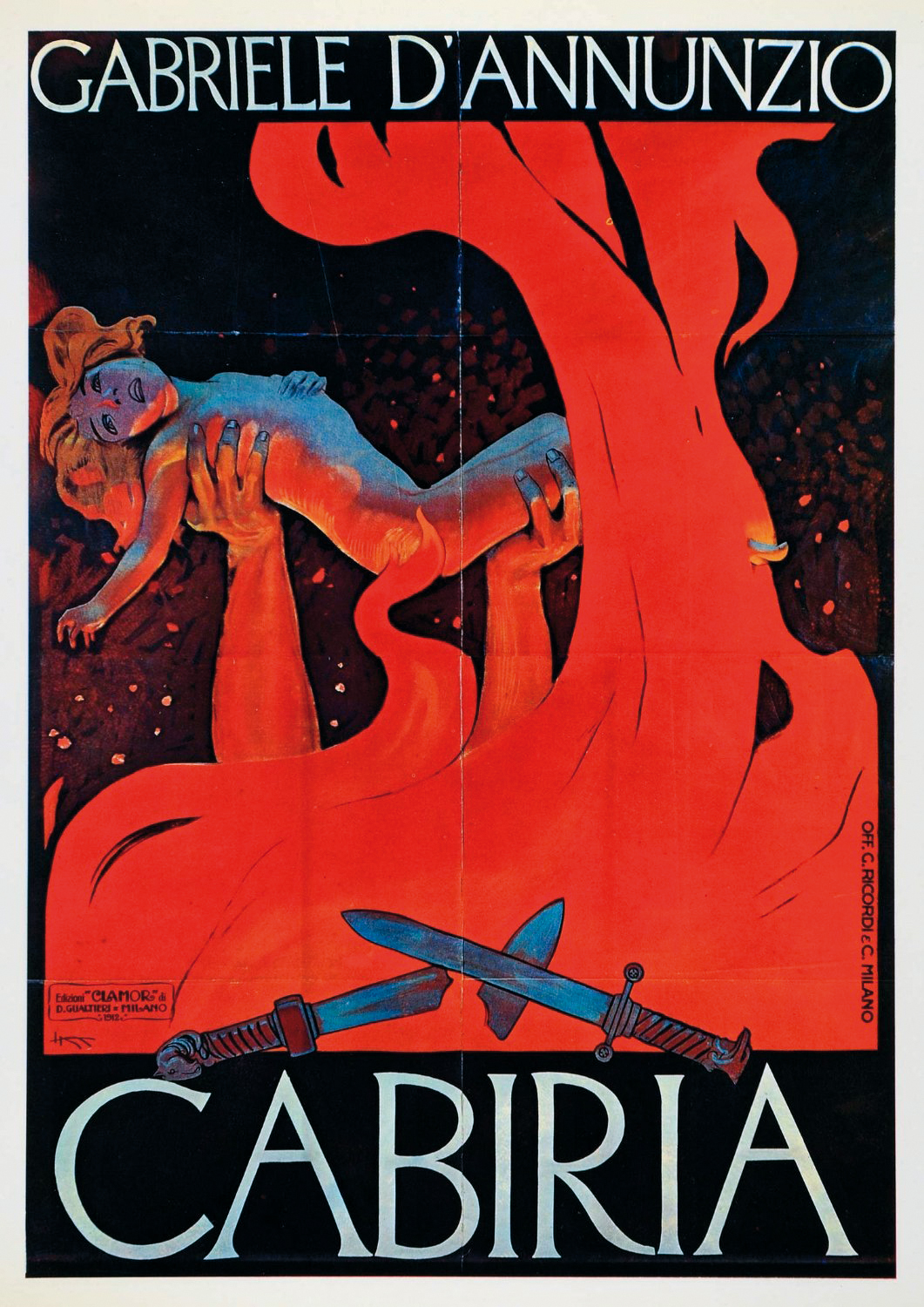
映画『カビリア』の映画ポスター
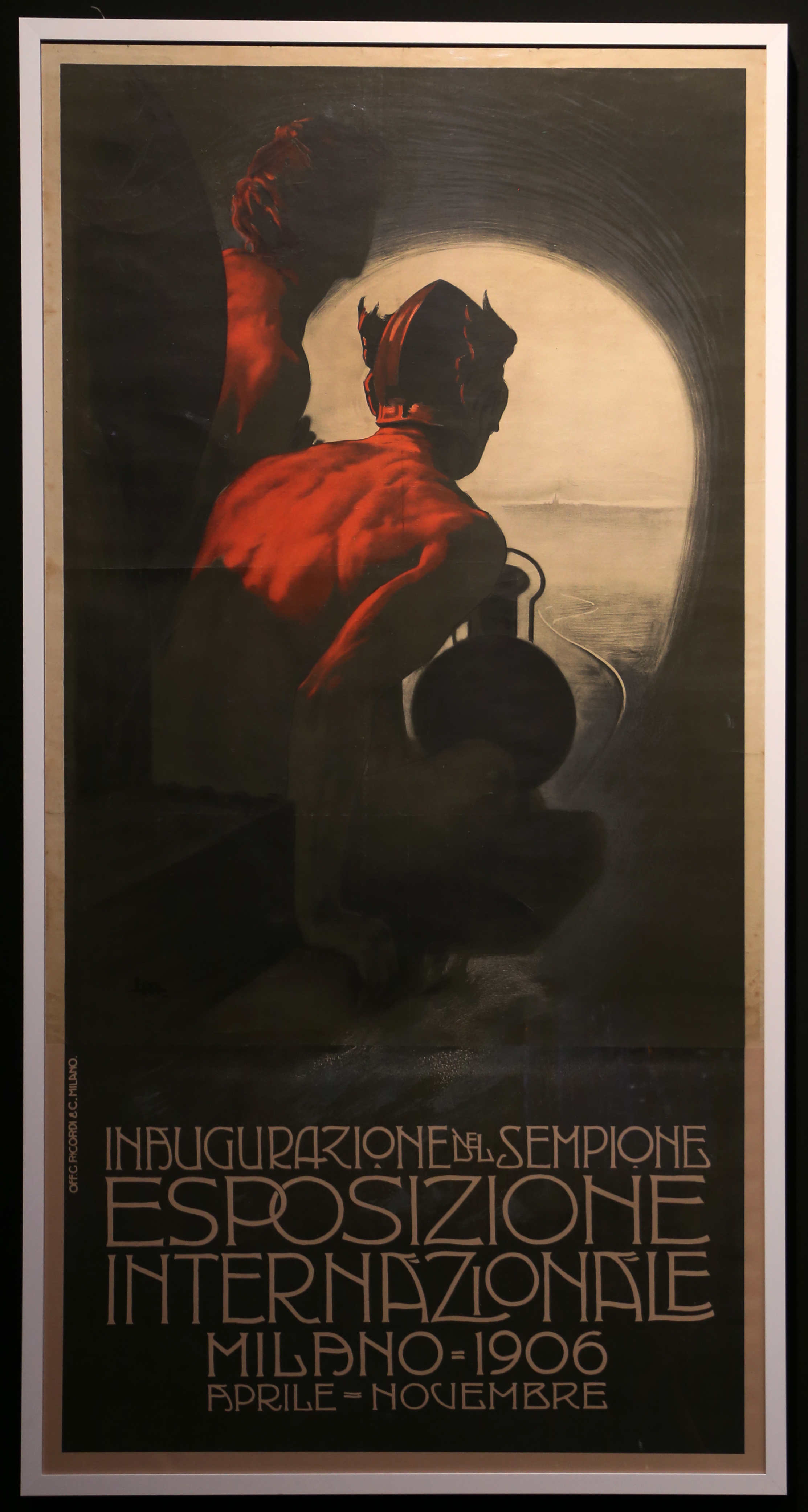
ミラノ万国博覧会ポスター
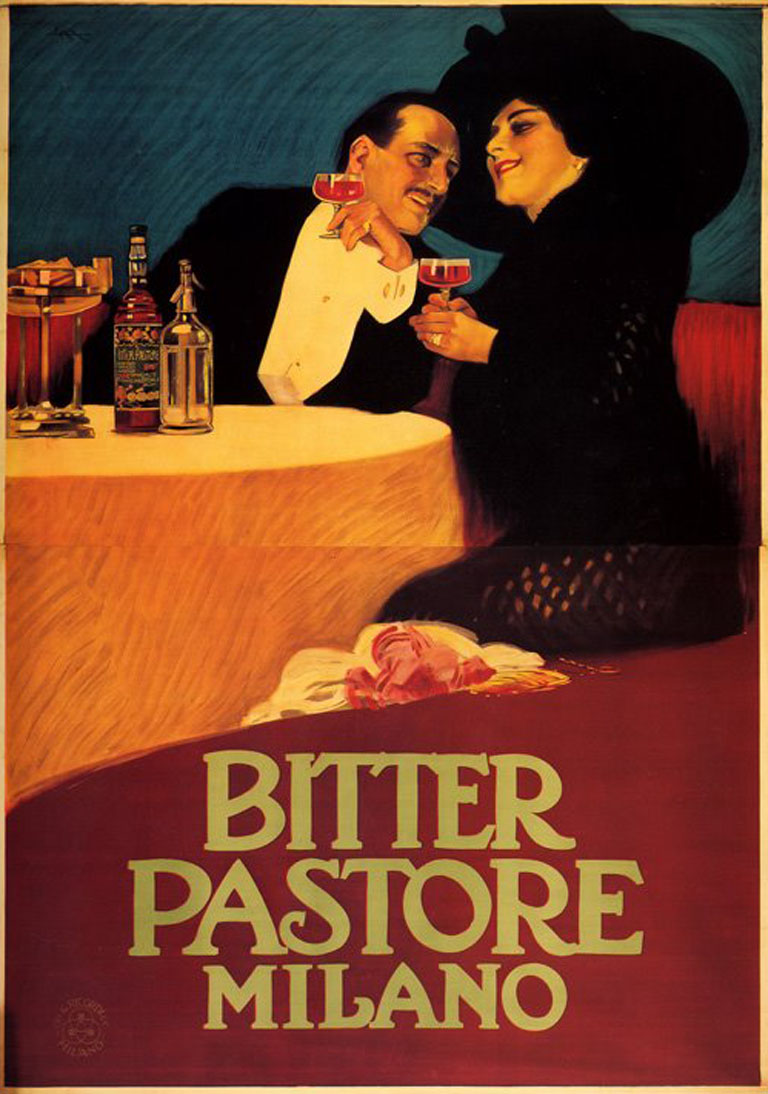
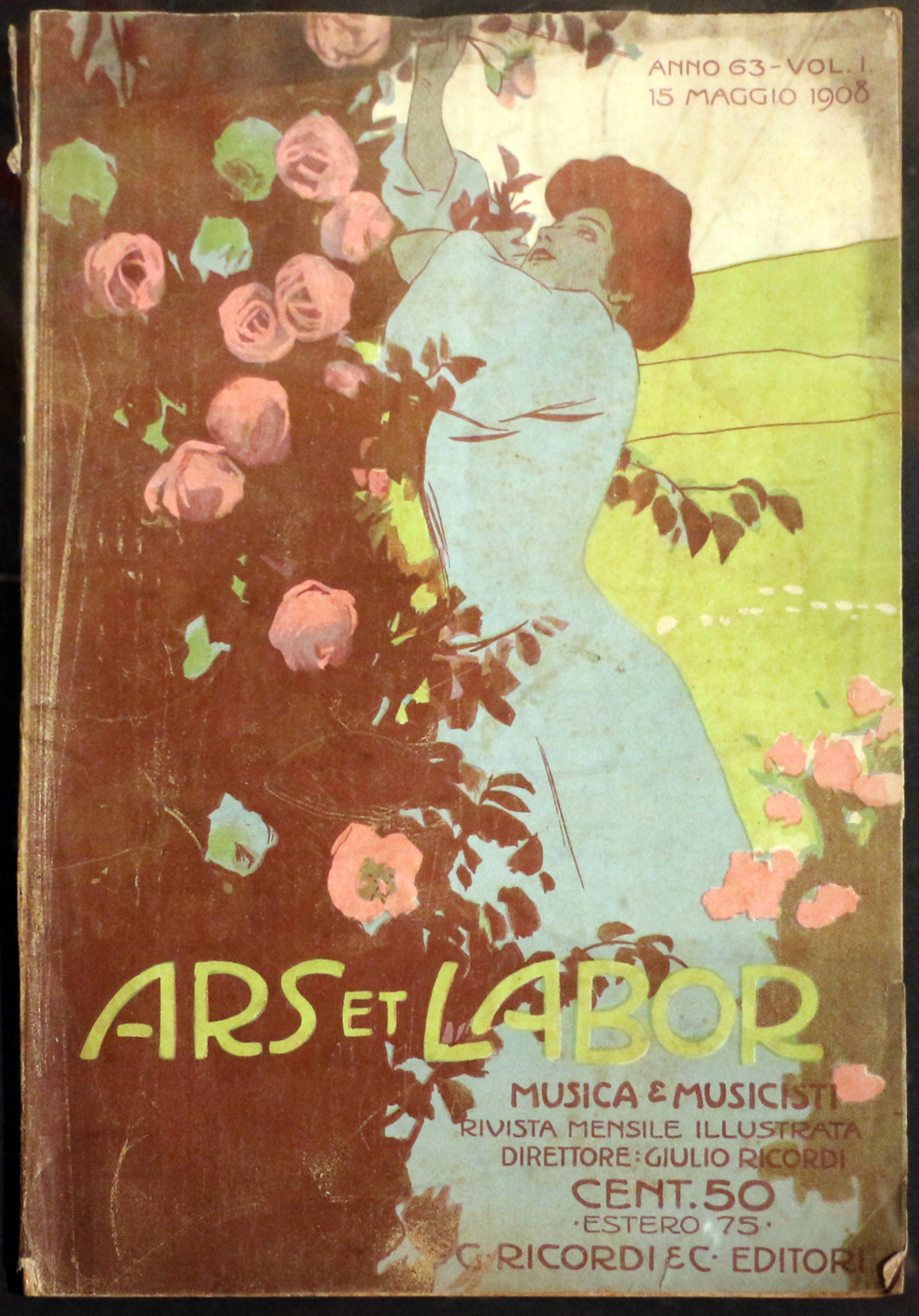
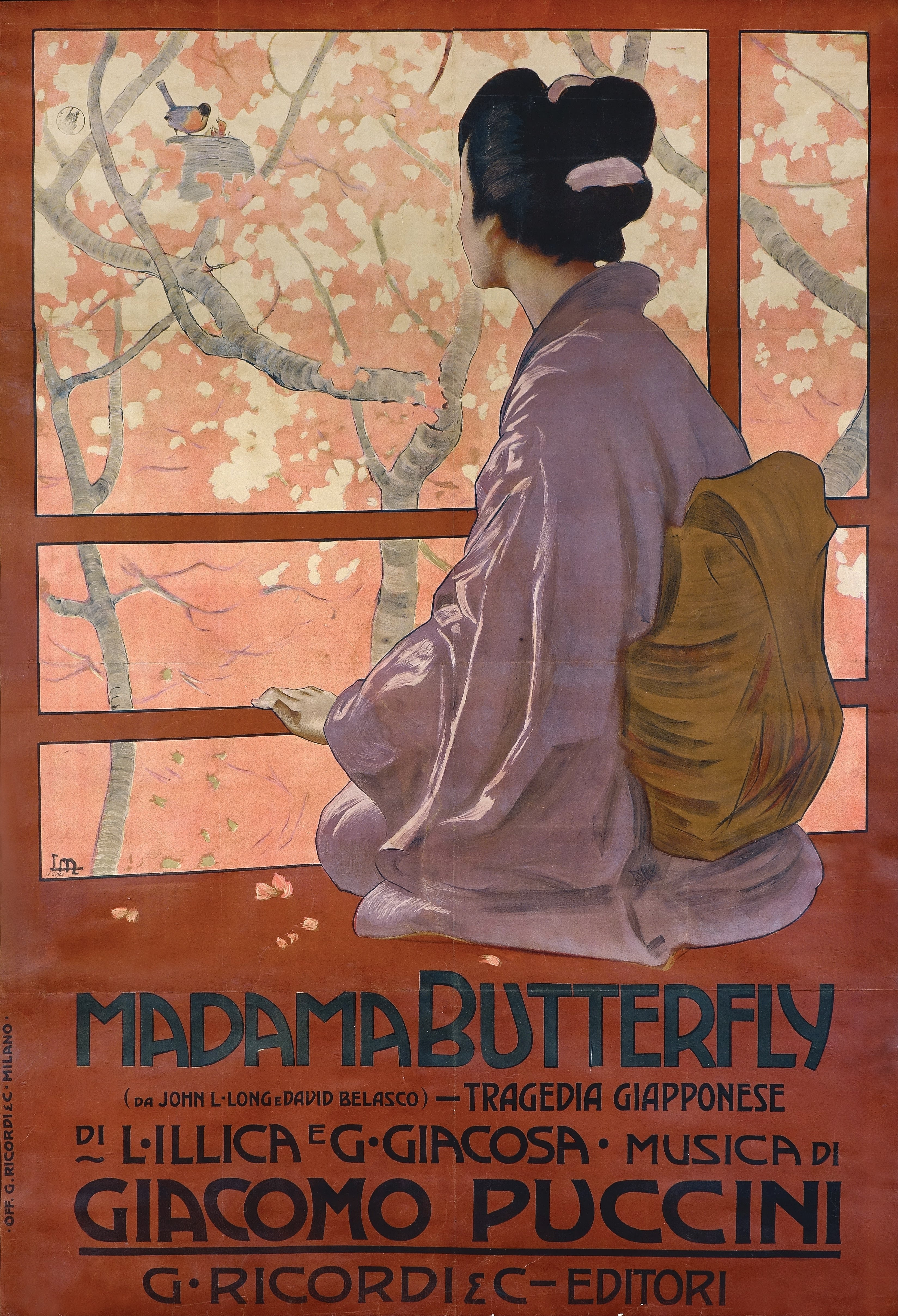
「蝶々夫人」
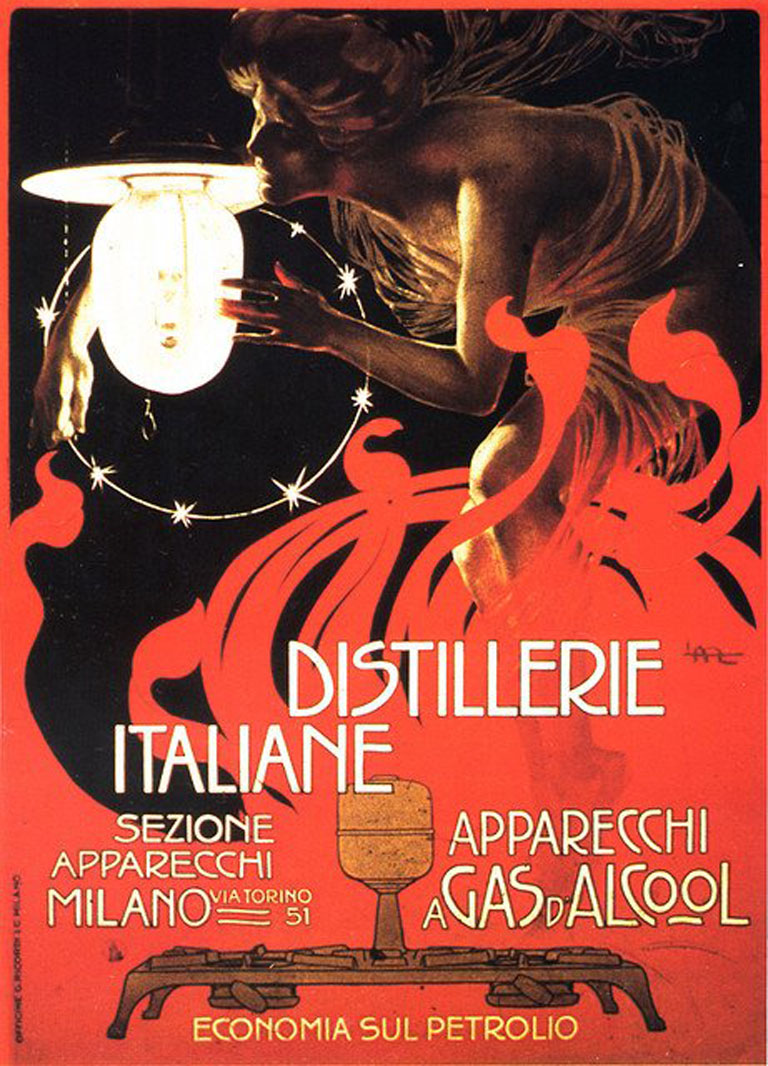
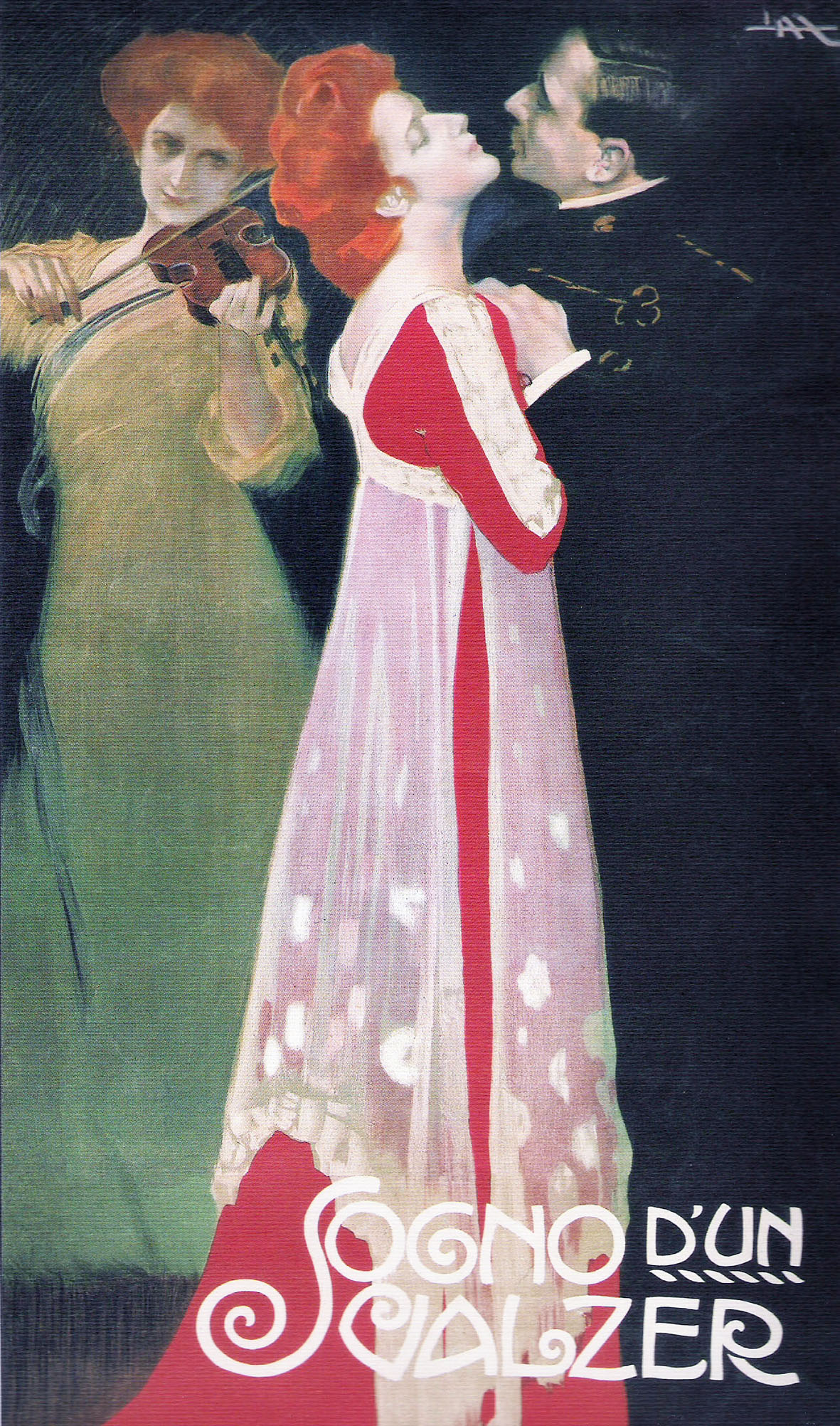
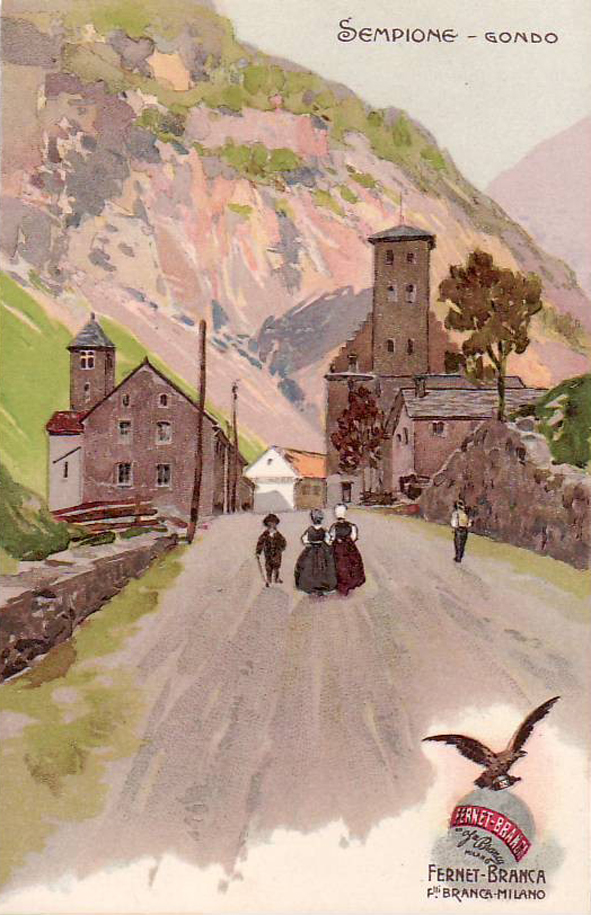
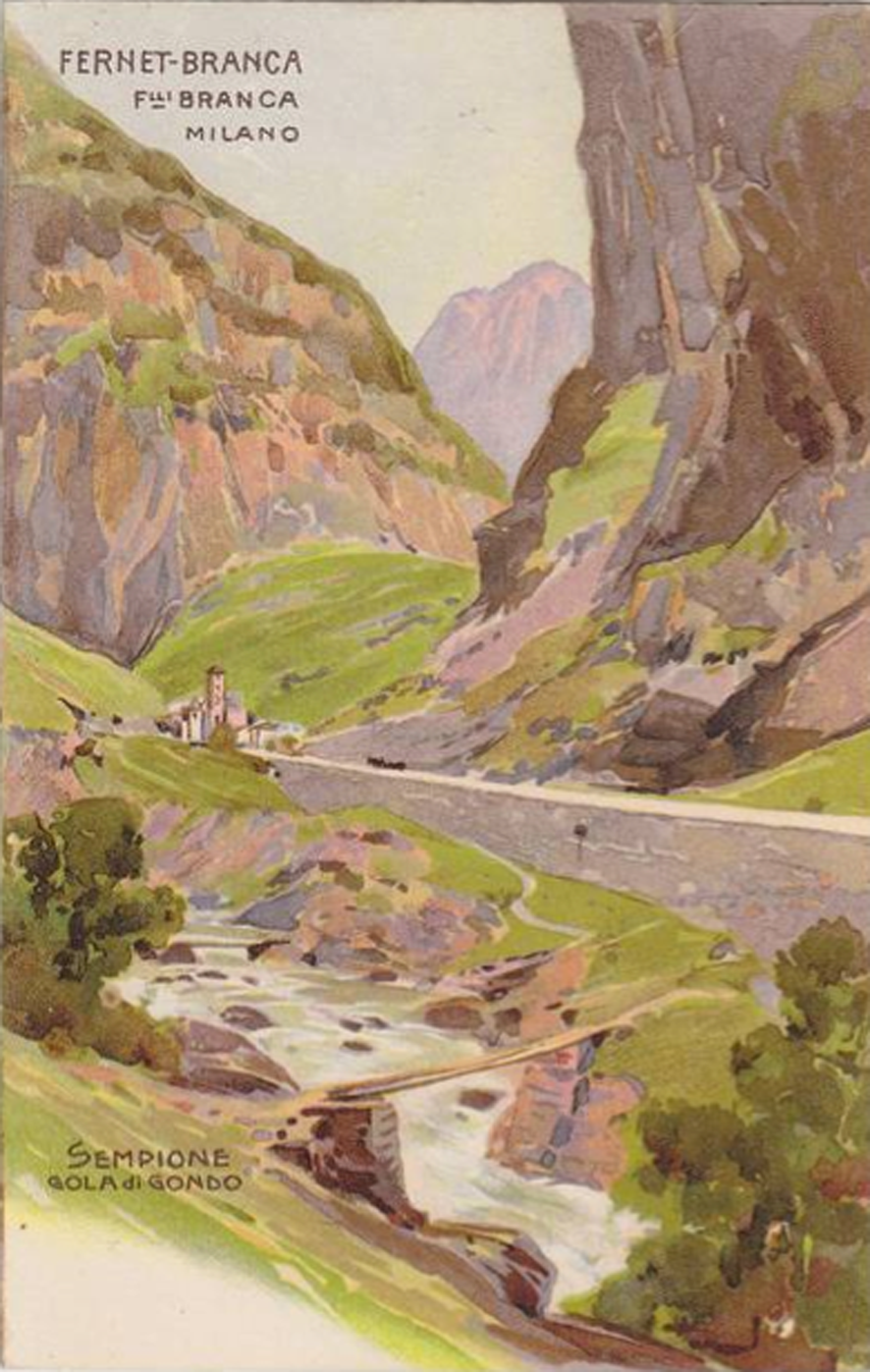